# تتسویا اوکایاما
تتسویا اوکایاما (انگلیسی: Tetsuya Okayama؛ زادهٔ ۲۷ اوت ۱۹۷۳) بازیکن فوتبال اهل ژاپن است.
از باشگاه‌هایی که در آن بازی کرده‌است می‌توان به باشگاه فوتبال آلبیرکس نیگاتا و باشگاه فوتبال ناگویا گرامپوس اشاره کرد.